# (30840) Jackalice
(30840) Jackalice (1991 GC2) – planetoida z pasa głównego asteroid okrążająca Słońce w ciągu 4,34 lat w średniej odległości 2,66 j.a. Odkryta 15 kwietnia 1991 roku.